# AB Svensk Jordförmedling
AB Svensk Jordförmedling var ett företag som bildades under egnahemsrörelsen. Bolaget bildades år 1913 och avvecklades år 1938. 

## Bakgrund

### Egnahemsrörelsen

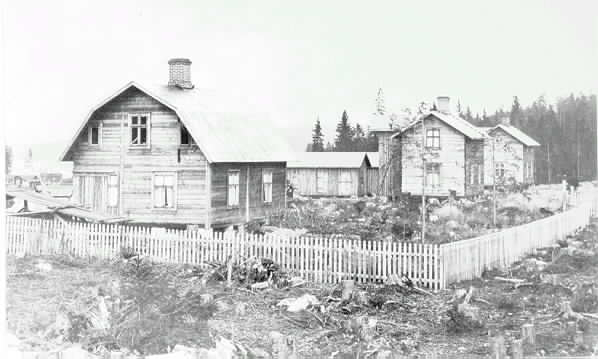
Egnahem, Hemmanet, Svartvik, uppfört 1912.

Egnahemsrörelsen var en folkrörelse som uppstod under 1800-talet med syftet att ge arbetarklassen boende. Den svenska egnahemsrörelsen brukar dateras till skapandet av landets första egnahemsförening, Föreningen Egna Hem i Motala år 1892.
Till en början syftade rörelsen på att ge jordbrukare och mindre bemedlade bönder boende, men rörelsen växte under 1900-talet och spred sig till storstäderna. Egnahemsområdena lade grunden för det som idag kallas villaområden. 

#### Egnahemsbolag

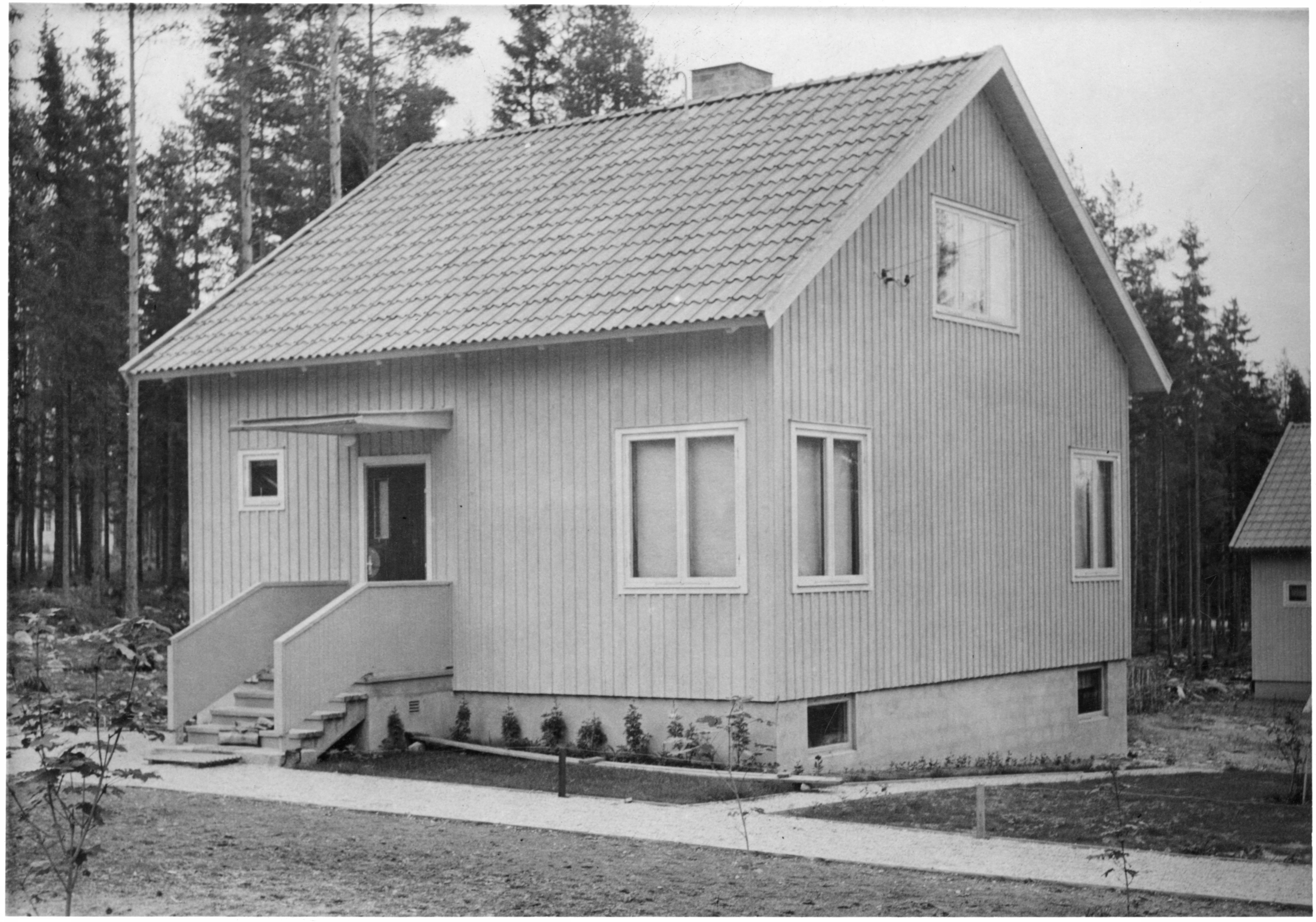
Egnahem för arbetare vid Stockholms Superfosfatsfabrik AB Exteriör, år 1962.

Efter utredningar av en särskild kommitté på kungens förslag beslutade riksdagen år 1904 att inrätta Statens egnahemslånefond. Denna lånefond skulle ge jordbrukare och mindre bemedlade arbetare tillhandahållande av lån för förvärvande på landsbygden av egna hem under full äganderätt. Staten erbjöd låga räntor och långtidamortering vilket var mycket lockande för jordbrukarna. Lånen skulle emellertid inte utlämnads till egnahemsbyggare direkt, utan genom låneförmedlare. Dessa låneförmedlare var så kallade egnahemsbolag eller egnahemsföreningar med sådant syfte och organisation att de kunde garantera staten att det avsedda syftet med lånen uppnåddes. Företagen hade också som syfte att bevaka egnahemsbyggarnas skötsel. Företagen hade också, oberoende av hur låntagarna fullgjorde sina förpliktelser, en plikt mot staten att ansvara för statslånen till dess att de var avbetalade. Denna säkerhet möjliggjorde för staten att utöka erbjudandet av lån.
Vid år 1910 hade den statliga egnahemsfonden 133 897 kr. Vid detta laget beslutade staten att 60 000 kr skulle disponeras som direkta egnahemslån åt väl kvalificerade arbetare. Resten av fonden skulle gå direkt till främjande av uppkomsten av nya egnahemsbolag. Detta innebar att ett flertal nya egnahemsbolag uppstod under år 1910. Några av dessa dessa var Västgöta-Dals egnahemsaktiebolag, Värends egnahemsaktiebolag, Aktiebolaget Bankesta småbruk och Jämtlands läns Egnahem. Av alla egnahemsbolag som skapades blev AB Svensk Jordförmedling det mest framgångsrika. 

## Historia

### AB Svensk Jordförmedlings uppkomst
Ett motiv bakom egnahemsrörelsen var att motverka emigrationen från Sverige till Nordamerika. År 1907 bildades Nationalföreningen mot emigrationen (NME) av Adrian Molin med syftet att motverka emigrationen. Organisationen var mycket tydlig med den betydelse som sund jordstyckning hade för samhället. I sitt program skriver organisationen att deras viktigaste uppgift var att skapa organ vilka kunde “med stöd av statens jordförmedlingsfond och i enlighet med för denna gällande bestämmelser inköpa större jordegendomar att uppdelas till mindre jordbruk" Föreningen skapade 13 regionala egnahemsbolag, för att ge de som övervägde att emigrera ett annat alternativ. Efter ett par års arbete med enbart regionala egnahemsbolag beslutade NME:s ledande ledamöter att initiera ett storskaligt och nationsomfattande bolag för jordbruks- och bostadsmarknaden. Företrädare för NME och Oscar Ekmans Stiftelse för Immigrationens Befrämjande samt Motverkande av Emigrationen gick samman den 9 oktober 1913 för att bilda AB Svensk Jordförmedling. Oscar Ekmans Stiftelse för Immigrationens Befrämjande samt Motverkande av Emigrationen hade stor betydelse för bolagets skapande, då stiftelsen ensam övertog preferensaktier i bolaget för 100 000 kr.

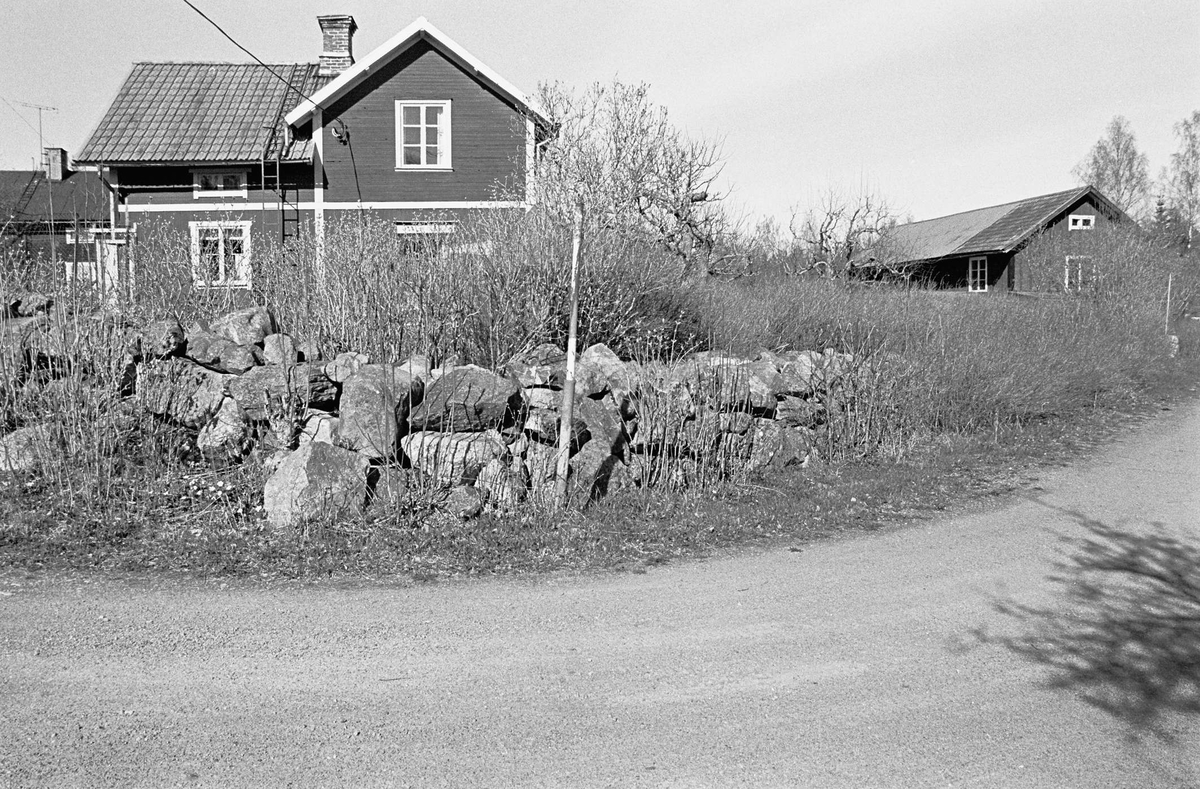
Egnahem från 1912, Snatra, Egnahemsvägen 1, Karlholmsbruk, Västlands socken.

Vid sitt grundande hade företaget ett aktiekapital på 250 000 kronor. Detta aktiekapital kom från de aktier som hade tecknats i företaget. I bolaget hade det tecknats 1 551 stamaktier och 1 029 preferensaktier. Liksom andra allmännyttiga bostadsbolag så skulle företaget endast ge en årlig avkastning på 5 till 6% till aktieägarna. Aktiebolagets ändamål var att:
“Bilda och förlägga lokala egnahemsbolag, att organisera samverkan mellan desamma samt att utöva annan i samband därmed stående affärsverksamhet, som åsyftar främjande av en rationell småbruksrörelse” 
Företaget skulle erbjuda bostäder åt folket och samtidigt ta ett aktivt samhällsansvar. I praktiken blev bolagets främsta syfte att gå i borgen, det vill säga att ta ekonomiskt ansvar inför banken, för statliga lån till kommunala egnahemsbolag. Detta var mycket aktuellt för egnahemsbolagen då de var beroende av statliga lån från statens egnahemslånefond och jordförmedlingslånefond för att kunna erbjuda hem åt folket. När AB Svensk Jordförmedling väl sattes i drift fick istället själva försörjningen av egnahem skötas av de kommunala egnahemsbolagen.

#### Den första styrelsen
Till ledamöter i bolagets styrelse utsågs följande: Riksdagsmannen Jöns Peter Jespersson, häradshövdingen Emil Kinander, riksbankschefen Karl Langenskiöld, doktor Adrian Molin och hovstallmästaren Gösta Tamm. Till styrelsesuppleanter valdes riksdagsmannen Olof Alfred Berg och riksdagsmannen J. Engquist. Till revisorer utsågs bankdirektören Edmond Carlsson och kontrollanten Nils Peter Olsson. Till revisorssuppleanter utsågs direktören Paul Bergholm och byråchefen Gunnar Huss. Vid det första styrelsesammanträffandet utsågs Adrian Molin till verkställande direktör och Gösta Tamm till styrelsens ordförande.

### 1913–1919
Perioden från bolagets start till den 31 december 1914 kan kännetecknas som bolagets organisationsperiod. Under denna tid övertog företaget samtliga aktier i lokala egnahemsbolag som tillhörde Nationalföreningen mot Emigrationen. Dessa aktier förvärvades i självständiga egnahemsbolag. Preferensaktier tecknades i ett nytt företag; A.-B. Svenska Småbruk i västra Sverige. Slutligen gjordes en plan att under Svensk Jordförmedlings medverkan bilda ett nytt egnahemsbolag; A.-B. Upplandshem där ytterligare aktier skulle förvärvas. De aktier som övertogs från Nationalföreningen mot emigrationen var följande:
| Antal Aktier | Bolag                          | Nominellt värde i kr.    |
| ------------ | ------------------------------ | ------------------------ |
| 246          | AB Värmlandshem                | 24 600                   |
| 167          | Värends egnahems AB            | 10 020                   |
| 310          | Mälareprovinsernas egnahems AB | 31 00                    |
| 100          | Västgöta Dals egnahems AB      | 5 000                    |
| 165          | AB Norra Kalmars läns egnahem  | 8 250                    |
| 50           | AB Jämtlands läns egnahem      | 5 000                    |
| 120          | AB Jönköpings läns egnahem     | 12 000                   |
| 100          | AB Medelpads läns egnahem      | 5 000                    |
| 250          | AB Svenska Småbruk             | 25 000                   |
|              |                                | Totalt värde: 125 870 kr |

Kostnaden för inköp av alla dessa aktier var 82 600 kr. Svensk jordförmedling tecknade även 100 st preferensaktier i det nybildade AB Upplandshem för 5 000 kr. Svensk jordförmedling förband sig  till bolaget AB Egna Hem på Gotland för att teckna preferensaktier för 10 000 kr. Alla aktier förvärvades i A.-B. Småbruk och det nominella värdet år 1914 var 110 000 kr. Priset som Svenska Förmedling betalade till AB Småbruk var 25 000 kr. 
Under de följande åren skedde vissa utvidgningar av bolagets verksamhet. En förändring i företagets grundläggande nät av förbindelser med egnahemsbolag skedde också. År 1914–1915 gav AB Svensk Jordförmedling sin medverkan till avveckling av den så kallade Egnahemsparbanken. Egnahemssparbanken var en av de första allmänna sparbankerna. Banken engagerade sig i egnahemsrörelsen och konkurrerade med AB Svensk Jordförmedling. Detta var anledningen till AB Svensk Jordförmedlings medverkan i avvecklingen av företaget. Detta gjordes genom att bilda bolaget AB Likvidator i ändamålet att överta halva bankens aktiekapital; 25 000 kr.
Det följande året (1916) bildades Västerbottens läns egnahemsaktiebolag, vari AB Svensk jordförmedling insatte 10 000 kr. 
År 1917 fortsatte expansionen, AB Svensk Jordförmedling köpte alla aktier i boleget AB Fullersta. Med detta köp hade Svensk Jordförmedling nått sin största organisatoriska utbredning. Vid sidan av Svensk Jordförmedlings egentliga verksamhet övertog bolaget år 1918 aktier för 10 000 kr i AB Samfällighet. AB Samfällighet bildades för inköp av en fastighet vari kontorslokaler åt Svensk Jordförmedling samt Nationalföreningen mot Emigrationen skulle byggas i Mälarprovinserna. Kort därefter avyttrades dock förslaget. 
År 1918 övertog Svensk Jordförmedling även de funktioner som tidigare utövats av Nationalföreningen mot Emigrationens Byggnadskonsulent och byggnadsbyrå. Denna byrå fick inom bolaget  uppgift att arbeta för de lokala bolagens kunder men även andra egnahemsbyggare. Bolaget hjälpte enahemsbyggare med råd i byggnadsfrågor, ritningar och kostnadsberäkningar, inköp, värderingar och kontrollarbeten. Under 1918 anlitades byrån ca 750 gånger. År 1919 anlitades byrån ca 1000 gånger. Under bolagets ledning upprättades år 1918 ett 30 tal egnahemsbyggen, och under 1919 ca 70 egnahemsbyggen i Mälarprovinserna. Byrån planerade och utförde större anläggningar för bland annat Backa-Hosjö AB, Knislinge skofabriks AB, AB Knislingeverken, Grava elektriska kraft AB, Ölands folkhögskola, Vaxholms stad, AB Saltsjö-Duvnäs villatomter med flera.

#### Dotterbolag
AB Svensk jordförmedlings expansion under perioden 1913–1919 kännetecknas av de många dotterbolag som bildades under perioden. 
| Region                                      | Bolag                                                                                   | Verksamhetsår   |
| ------------------------------------------- | --------------------------------------------------------------------------------------- | --------------- |
| Kronobergs län, Växjö                       | Värends Egnahemsaktiebolag                                                              | 1910–1929       |
| Kalmar län, Västervik, Kalmar               | (Org: AB Norra Kalmar läns egna hem) Kalmar läns Egnahemsaktiebolag                     | 1910–1930       |
| Jönköpings län, Jönköping                   | (Org: Sydöstra Sveriges Egnahemsaktiebolag) AB Jönköpings läns egna hem                 | 1911–1940       |
| Gotlands län, Visby                         | AB Egnahem på Gotland                                                                   | 1915–1921       |
| Västra Götalands län, Göteborg              | AB Småbruk i Västra Sverige                                                             | 1908–1923       |
| Västra Götalands län, Vänersborg            | Vestgöta-Dals Egnahemsaktiebolag                                                        | 1910–1916       |
| Västra Götalands och Hallands län, Göteborg | Västra Sveriges Egnahemsaktiebolag                                                      | 1916–1943       |
| Värmlandslän, Karlstad                      | AB Värmlandshem                                                                         | 1908–1923       |
| Stockholms och Södermanlands län, Stockholm | (Org: AB Bankesta småbruk) (Tidigare: AB Mälarhem) Mälarprovinsernas Egnahemsaktiebolag | 1910–1921       |
| Uppsala och Stockholms län, Stockholm       | AB Upplandshem                                                                          | 1913–efter 1960 |
| Jämtlands län, Östersund                    | AB Jämtlands läns egnahem                                                               | 1911–1922       |
| Västernorrlands län, Sundsvall              | AB Medelpads egnahem                                                                    | 1912–1926       |
| Västerbottens län, Umeå                     | Västerbottens läns Egnahemsaktiebolag                                                   | 1917–1933       |

Svensk jordförmedlings förbindelser med olika dotterbolag vid årsskiftet 1919–1920 framgår av nedanstående tabell:
| Antal aktier | Bolag                          | Nominellt värde i kr. | Bokfört värde i kr. |
| ------------ | ------------------------------ | --------------------- | ------------------- |
| 525          | Mälareprovinsernas egnahems AB | 52 500                | 52 500              |
| 120          | AB Fullersta                   | 120 000               | 38 500              |
| 660          | AB Upplandshem                 | 33 000                | 26 700              |
| 133          | AB Jönköpings läns egnahem     | 13 300                | 13 300              |
| 167          | Värends egnahems AB            | 10 020                | 10 020              |
| 608          | Kalmar läns egnahems AB        | 30 400                | 26 117,50           |
| 175          | AB Egnahem på Gotland          | 17 500                | 11 500              |
| 1 308        | Västra Sveriges egnahems AB    | 65 400                | 37 900              |
| 249          | AB Värmlandshem                | 24 900                | 7 088,80            |
| 100          | AB Medelpads egnahem           | 5 000                 | 5 000               |
| 50           | AB Jämtlands egnahem           | 5 000                 | 1 250               |
| 200          | Västerbottens läns egnahems AB | 10 000                | 10 000              |
| 250          | AB Likvidator                  | 25 000                | 25 000              |
| 100          | AB Samfällighet                | 10 000                | 10 000              |
|              |                                | Totalt: 422 020       | Totalt: 274 876,30  |

#### Mälarprovinserna

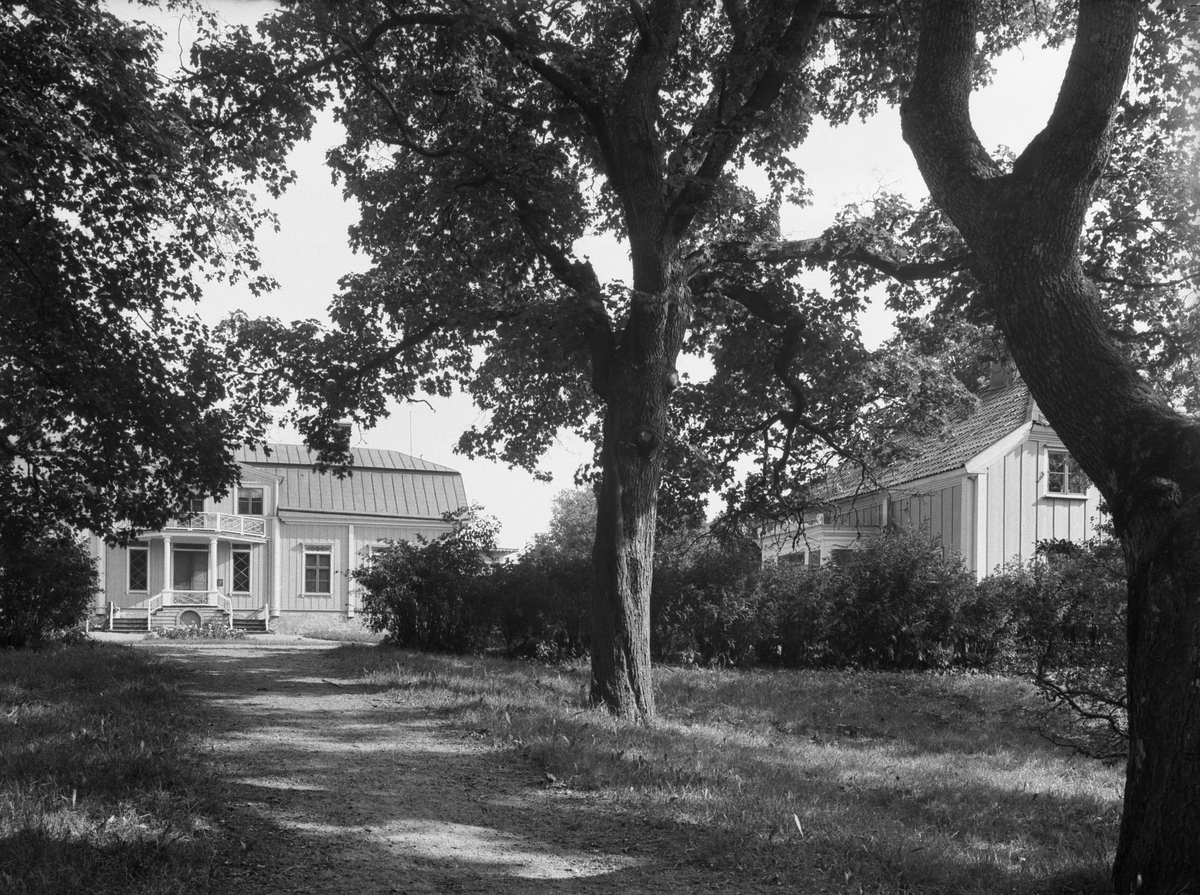
Huvudbyggnaden och södra flygeln, Fullersta, Huddinge, Södermanland. 1926.

Egnahemsverksamheten som Svensk Jordförmedling bedrev i Mälarprovinserna under perioden 1913–1919 utövades genom tre dotterbolag. Dessa var Aktiebolaget Bankesta Småbruk, AB Upplandshem samt AB Fullersta. 
Aktiebolaget Bankesta Småbruk hade i stort sett slutfört alla egnahemsbyggen i Bankesta, Mora och Högantorp. Bolaget förvärvade då den hittills största egendomen i Svensk Jordförmedlings historia; Den gamla sörmlandsgården Nykvarn år 1914. Nykvarn låg ca 5 mil från Stockholm och var rikligt utrustad med byggnader av olika slag, bland annat torpstugor, ladugårdar och arbetarbostäder. Egendomen omfattade ca 215 hektar åker samt 700 hektar skog. När Aktiebolaget Bankesta Småbruk hade styckat upp egendomen och sålt till egnahemsbyggare blev resultatet följande: 19 st småbruk, 5 st trädgårds- och arbetarebruk, och 54 bostadslägenheter. 
Senare på året 1914 köpte Aktiebolaget Bankesta Småbruk en egendom som hette Vistaberg. Vistaberg låg precis vid Huddinge järnvägsstation och var lämpligare för styckning än herrgården Nykvarn. Vistaberg förvärvades i nära samarbete med AB Fullersta. Egendomen Vistaberg omfattade en area på ca 117 hektar åker och ca 425 hektar skogsmark. Egendomen köptes för 230 000 kr. Ur egendomen bildades 17 småbruks lägenheter, 10 trädgårdsbruk och 28 arbetare- och hantverksegnahem.
År 1918 köptes den välbelägna egendomen Jakobsberg vid Bergslagens järnväg, för 500 000 kr. Egendomen hade en area av ca 670 hektar, varav ca 220 hektar åker, styckades till 32 småbruk och 14 trädgårdsbruk. Den gamla herrgårdsbyggnaden på egendomen såldes år 1919 till Jakobsbergs Folkhögskola. Egendomens många byggnader som inte kunde användas för storbruksdrift, blev istället nya egnahemslägenheter.
Antalet fastigheter sålda genom Mälarprovinsernas egnahemsbolag under 1913–1919 visas i följande tabell:
| År: | 1913 | 1914 | 1915 | 1916 | 1917 | 1918 | 1919 | Summa: |
| --- | ---- | ---- | ---- | ---- | ---- | ---- | ---- | ------ |
| St. | 29   | 15   | 76   | 88   | 94   | 93   | 55   | 450    |

##### AB Upplandshem
Aktiebolaget Upplandshem bildades i Uppsalaområdet år 1913, som ett dotterbolag till AB Svensk Jordförmedling. Ur en ekonomisk synpunkt så är AB Upplandshem det mest framgångsrika dotterbolaget från AB Svensk Jordförmedling. Till en början ägnade bolaget sig åt att slutföra egnahemsbyggen som andra egnahemsbolag inte kunde slutföra. Bland annat slutförde Upplandshem AB Svenska Småbruks styckningsprojekt Hallkved inom Fundo socken (Uppsala län) och Rickebasta inom Alsike socken (Stockholms län). Detta var då AB Svenska Småbruks verksamhet var nära på konkurs efter de inte beviljats ett begärt statslån på 140 000 kr. Företaget tog sig också an ett antal nya egendomar som skulle styckas. Bland dessa var egendomen Kasby inom Lagga socken som inköptes år 1914 och egendomen Veda i Angarns socken inköpt år 1916.  
Vändpunkten för AB Upplandshem är år 1918. Detta år köpte företaget det stora egendomskomplexet Edsberg vid Edsviken. Egendomen omfattade 1 750 hektar i area. Detta köp gav bolaget en betydligt ökad omsättning. Efter detta dominerades Upplandshems områden av egnahemsbostäder istället för småbruk. Bolaget började rikta in sig på den välbärgade medelklassen, inte de mindre bemedlade som var den originellt avsedda målgruppen. Vid årsskiftet 1918–1919 var antalet avyttrade fastigheter 183 st och den totala försäljningssumman 808.000 kr. Den ökade omsättningen gjorde också att Upplandshem kunde ta över en stor del av Mälarprovinsernas egnahemsbolags verksamhet och tillgångar. Från och med detta blev bolaget ”organ för hela den inom A.-B. Svensk jordförmedlings ram bedrivna egnahemsbildningen för bostadsändamål i Mälarprovinserna”
Antal försäljningar genom AB Upplandshem under perioden 1913–1919 visas i följande tabell:
| År: | 1913 | 1914 | 1915 | 1916 | 1917 | 1918 | 1919 | Summa: |
| --- | ---- | ---- | ---- | ---- | ---- | ---- | ---- | ------ |
| St. | 7    | 20   | 15   | 29   | 14   | 197  | 109  | 391    |

#### Småland och Gotland
AB Svensk Jordförmedling bedrev egnahems verksamheter i Småland och på Gotland genom dessa dotterbolag: AB Jönköpings läns egnahem, Värends egnahems AB, Kalmars läns egnahems AB samt Egnahem på Gotland. AB Jönköpings läns egnahem kom att under perioden 1913–1919 enbart arbeta med styckning och försäljning av egendomen Djuvarp. Djuvarp styckades upp till 11 olika gårdar och lägenheter. 
Antal sålda egnahemsbyggen genom AB Svensk Jordförmedling i området Småland och Gotland under perioden 1913–1919 var som följande:
| År: | 1913 | 1914 | 1915 | 1916 | 1917 | 1918 | 1919 | Summa: |
| --- | ---- | ---- | ---- | ---- | ---- | ---- | ---- | ------ |
| St. | 11   | 3    | 0    | 14   | 16   | 1    | 0    | 45     |

##### AB Norra Kalmar läns egnahem
Dotterbolaget AB Norra Kalmar läns egnahem bedrev under åren 1914–1915 ingen verksamhet. År 1916 köpte bolaget egendomen Syserum i Tuna Socken, med en area på 1 000 hektar. AB Norra Kalmars läns egnahem avvecklades 1917. Avvecklingen blev mycket fördelaktig för AB Svensk Jordförmedling. I samband med den lyckade avvecklingen så uppkom planen att skapa ett bolag som argan för egnahemsverksamheten inom hela Kalmar län. Detta skedde år 1918, då Kalmar läns egnahemsaktiebolag bildades. Direkt efter bildandet köpte bolaget egendomen Holmbo för 130 000 kr och egendomen Åldersbäck för 300 000 kr. Samtidigt köptes Lundegård på öland för 95 000 kr. Samtliga egendomar köptes på hösten 1918, precis innan Sverige drabbades av en lågkonjunktur. Detta gjorde att enbart försäljningen på Holmbo och Åldersbäck kom igång nedan Lundegårds-lotterna aldrig blev sålda. 
Omsättningen hos detta bolag (Samt Norra Kalmar läns egnahem) framgår av följande tabell:
| År: | 1913 | 1914 | 1915 | 1916 | 1917 | 1918 | 1919 | Summa: |
| --- | ---- | ---- | ---- | ---- | ---- | ---- | ---- | ------ |
| St. | 11   | 0    | 0    | 0    | 5    | 4    | 12   | 32     |

##### AB Egnahem på Gotland
AB Egnahem på Gotland konstituerades år 1915 som arvtagare av den Gotländska egnahemsföreningen. Bolaget tog inte initiativ till att utveckla verksamheten utan begränsade sig till de egnahemsbyggen som föregångaren hade inlett. Under åren 1915–1919 såldes lägenheter genom AB Egnahem på Gotland i nedan angiven omfattning:
| År: | 1915 | 1916 | 1917 | 1918 | 1919 | Summa: |
| --- | ---- | ---- | ---- | ---- | ---- | ------ |
| St. | 0    | 0    | 2    | 7    | 1    | 10     |

#### Västra Sverige
Västra Sveriges egnahems AB var vid 1913 ett nystartat dotterbolag till Svensk Jordförmedling. Bolaget bildades genom en fusion av mindre lokala egnahemsbolag i området. De egnahemsbolag som slogs ihop var huvudsakligen AB Småbruk i västra Sverige och Västgöta-Dals egnahems AB. Det nya bolaget Västra Sveriges egnahems AB köpte Amundtorps gård nära Skövde stad år 1915. Egendomen omfattade 200 hektar åker. Amundtorps gård styckades i en huvudgård, en kvarnfastighet med jordbruk, ett dussin småbruk samt ett antal egnahemstomter. Redan under 1916 såldes huvudgården, kvarnfastigheten och hälften av småbruken.
Denna lyckade försäljning gav bolaget initiativet att köpa en större egendom att stycka, Hedåker. Egendomen omfattade ca 550 hektar varav 400 hektar åker, till priset av 290 000 kr. Egendomen styckades i en huvudgård, en medelstor gård samt ett trettiotal småbruk, arbetarebruk och bostadslägenheter. 
1918 tog företaget itu med en ny styckningsegendom, Överby. Överby var belägen mellan Trollhättan och Vänersborg. Egendomen omfattade ca 250 hektar varan 80 hektar åker. Vid slutet av 1919 hade detta komplex lett till 33 köpeavtal med egnahemsbyggare. 
Antalet sålda fastigheter inom bolaget under perioden 1913–1919:
| Bolag:                      | 1913 | 1914 | 1915 | 1916 | 1917 | 1918 | 1919 | Summa:    |
| --------------------------- | ---- | ---- | ---- | ---- | ---- | ---- | ---- | --------- |
| AB Småbruk i Västra Sverige | 0    | 0    | 0    | 0    | 0    | 0    | 0    | 0         |
| Västgöta-Dals egnahems AB   | 3    | 4    | 0    | 0    | 0    | 0    | 0    | 7         |
| Västra Sveriges egnahems AB | 0    | 0    | 0    | 2    | 45   | 23   | 12   | 82        |
|                             |      |      |      |      |      |      |      | Summa: 89 |

#### Norrland
AB Svensk Jordförmedlings egnahemsarbete i Norrland skedde genom dotterbolagen AB Jämtlands läns egnahem, AB Medelpads egnahem samt Västerbottens läns egnahems AB. AB Jämtlands läns egnahem avyttrade under åren 1913–1915 styckningsdelar från egendomarna Hökbäck, Hallviken och Berge. År 1916 köpte bolaget Mårdsund i Hallens socken. Totala fastigheter sålda redovisas i nedanstående tabell:
| År: | 1913 | 1914 | 1915 | 1916 | 1917 | 1918 | 1919 | Summa: |
| --- | ---- | ---- | ---- | ---- | ---- | ---- | ---- | ------ |
| St. | 4    | 3    | 9    | 2    | 2    | 2    | 1    | 23     |

##### AB Medelpads egnahem
AB Medelpads egnahem kunde under år 1916 påbörja sin verksamhet. De erbjöd egnahemsbostäder i Torps och Njurunda socken. Resultatet sålda fastigheter av AB Medelpads egnahem under perioden 1913–1919 blev:
| År: | 1916 | 1917 | 1918 | 1919 | Summa: |
| --- | ---- | ---- | ---- | ---- | ------ |
| St. | 0    | 0    | 6    | 8    | 14     |

##### Västerbottens läns egnahems AB
Västerbottens läns egnahems AB konstituerade år 1916. Året därpå köpte bolaget två egendomar i Burträsk. Egendomarna omfattade 175 hektar mark varav 75 hektar åker och odlingsmark. De båda egendomarna styckades i 12 lotter, av vilka 11 stycken såldes redan under 1918. Samma år tillhandlade sig bolaget 170 hektar odlingsmark vid Åsträsks järnvägsstation. Av denna egendom såldes före årets slut 24 egnahemslägenheter. 
Totala antalet fastigheter sålda genom Västerbottens läns egnahems AB under perioden 1913–1919 visas i följande tabell:
| År: | 1916 | 1917 | 1918 | 1919 | Summa: |
| --- | ---- | ---- | ---- | ---- | ------ |
| St. | 0    | 0    | 35   | 2    | 37     |

#### Sammanfattning
Resultatet av AB Svensk Jordförmedlings dotterbolags totala verksamhet under perioden 1913–1919 framgår av nedanstående tabell:
| Bolagets namn                  | 1913 | 1914 | 1915 | 1916 | 1917 | 1918 | 1919 | Totalt 1913–1919 |
| ------------------------------ | ---- | ---- | ---- | ---- | ---- | ---- | ---- | ---------------- |
| Mälareprovinsernas egnahems AB | 29   | 15   | 76   | 88   | 94   | 93   | 55   | 450              |
| AB Upplandshem                 | 7    | 20   | 15   | 29   | 14   | 197  | 109  | 391              |
| AB Fullersta                   | 0    | 0    | 0    | 0    | 66   | 90   | 26   | 182              |
| AB Jönköpings läns egnahem     | 0    | 11   | 0    | 0    | 0    | 0    | 0    | 11               |
| Värends egnahems AB            | 11   | 3    | 0    | 14   | 16   | 1    | 0    | 45               |
| Kalmar läns egnahems AB        | 11   | 0    | 0    | 0    | 5    | 4    | 12   | 32               |
| AB Egnahem på Gotland          | 0    | 0    | 0    | 0    | 2    | 7    | 1    | 10               |
| Västra Sveriges egnahems AB    | 3    | 4    | 0    | 2    | 45   | 27   | 12   | 93               |
| AB Värmlandshem                | 0    | 0    | 0    | 0    | 0    | 0    | 0    | 0                |
| Egendomen Sörby                | 0    | 0    | 0    | 0    | 6    | 8    | 0    | 14               |
| AB Medelpads egnahem           | 0    | 0    | 0    | 0    | 0    | 6    | 8    | 14               |
| AB Jämtlands läns egnahem      | 4    | 3    | 9    | 2    | 2    | 2    | 1    | 23               |
| Västerbottens läns egnahems AB | 0    | 0    | 0    | 0    | 0    | 35   | 2    | 37               |
| Summa:                         | 65   | 56   | 100  | 135  | 250  | 470  | 266  | 1302             |

Sammanförs dessa siffror gruppvis i större områden för perioden 1913–1919 ser resultatet ut som följande:
| Område           | Antal sålda fastigheter 1913–1919 |
| ---------------- | --------------------------------- |
| Mälarprovinserna | 1023                              |
| Smålandslänen    | 88                                |
| Gotland          | 10                                |
| Västra Sverige   | 93                                |
| Norrland         | 88                                |
|                  | Summa: 1302                       |

### 1920–1923
Egnahemsrörelsens utveckling vilade på olika hushållningssällskap över landet. Dessa sällskap var organiserade för sina ursprungliga uppgifter som fanns innan egnahemsrörelsen startade. Detta gjorde att sällskapen inte utövade en mer aktiv verksamhet på detta nya område, trots att antalet bostäder och egnahem ökade enormt. Detta stämde i nästan hela Sverige med undantaget av vissa län. I dessa specifika län utövades verksamheten av personer med ledande intresse för egnahemsrörelsen. Det var alltså frivilliga personer som tog initiativ till arbetsinsatser. Detta ledde till att Egnahemsverksamheten blev mycket ojämn i olika län. 
Som följd av detta beslutades det att Svensk Jordförmedling som ledande organ i egnahemsrörelsen, behövde bli en mer målmedveten och initiativkraftig organisation. Dessa frågor behandlades  i Egnahems sakkunnigas betänkande. Adrian Molin, Svensk Jordförmedlings verkställande direktör, angavs grundlinjer för en enhetlig organisation av verksamheten. Det beslutades även att statens delaktighet i egnahemsrörelsen skulle utvidgas av en egnahemskommission. Denna kommission skulle bestå av statens egnahemsinspektör, representanter för lantbruksstyrelsen och socialstyrelsen samt fyra av Kungens förordnade ledamöter med sakkunskap i frågan. Dessa olika förslag lade grunden till en livlig politisk diskussion.
År 1919 bestämdes också att egnahemslåntagare skulle beviljas ett mindre tilläggslån för utvidgning av ett egnahemsboende. En kompletterande lånemöjlighet till den som instiftades 1919, kom år 1923. Då kunde egnahemslåntagare ansöka som så kallade premielån. Dessa avsåg att täcka kostnader för grundförbättringsarbeten. Syftet med lånen var att uppmuntra självständigt egnahemsjordbruk som inte behövde vara beroende av hushållningssällskap. Lånen fick inte överstiga 1500 kr, de brukade ligga på några hundra kronor.

#### Egnahemsinspektionen
Vid 1919 års riksdag togs ett steg till ökande av de offentlig egnahemorganens effektivitet. Inom jordbruksdepartementet anordnades då en byrå för egnahemsärenden under ledning av statens egnahemsinspektör. Chef för byrån blev Carl Erik August Mannerfelt, som titulerades som egnahemsinspektör.
En konfliktsituation uppkom under hösten 1920, som var egnahemsinspektionens första verksamhetsår. Konflikten uppstod då statens egnahemsinspektör offentligt framställde anmärkningar mot AB Svensk Jordförmedlings åtgöranden i vissa avseenden. Detta gällde framförallt Svensk Jordförmedlings dotterbolag som hade väldigt begränsade ekonomiska friheter. Egnahemsinspektören anmärkte också på fel i Svensk Jordförmedlings bokföring, samt kritik mot andelen vinst för företaget tog när ett dotterbolag hade genomfört en försäljning. Det sistnämnda gällde en affär som hade skett i Jönköping. Enligt uppgifter ska AB Svensk Jordförmedling ha begärt att få 20% av vinsten vid ett egendomsköp som gjort av AB Jönköpings läns egnahem. Enligt landshövdingen Fredrik Petterssonen var detta mycket märkligt då bolaget hade ”ett uteslutande socialt syfte, med en till 5 proc. begränsad vinstandel för delägarna”
Konflikten ökade när regeringen den 23 december 1920, vid fördelningen av 1921 års egnahemslånemedel, avslagit ett begärt lån på 768 000 kr. Konsekvensen blev att Svensk Jordförmedling inte längre fick ekonomiska medel från statens egnahemslånefond. Detta ledde till en kris inom Svensk Jordförmedling. Ett flertal personer i bolagets styrelse väckte en fråga om att Svensk Jordförmedling borde avvecklas. 26 maj 1921 röstades dock förslaget ned. Styrelsen samlades åter 15 december 1921 när frågan om avveckling togs upp igen. Förslaget röstades återigen ned. 
Av den gamla styrelsen fanns nu endast Emil Kinander och Adrian Molin kvar. Ny styrelseordförande blev landshövdingen Mauritz Sahlin. Övriga ledamöter blev Paul Bergholm, Sven Bengtsson och P. H. Sjöblom. Revisorer blev Carl Broberg och Edmond Carlson-Febvrel.

#### Den ekonomiska efterkrigskrisen
Under 20-talet drabbades hela Sverige av en finanskris. AB Svensk Jordförmedling hanterade krisen genom att slå ihop mindre egnahemsbolag. I slutet av 1920 slogs AB Fullersta samman med AB Upplandshem. Svensk Jordförmedlings aktier i AB Fullersta utbyttes därmed mot 2400 preferensaktier i AB Upplandshem. Svensk Jordförmedling fortsatte koncentreringen av bolaget genom att 1921 avveckla alla aktier i AB Egnahem på Gotland. Samma år avvecklades Mälareprovinsernas egnahems AB. Genom detta arrangemang så blev AB Upplandshem det enda egnahemsbolaget i hela mälarprovinserna. Svensk Jordförmedling valde även att koncentrera bolaget kring enbart egnahemsbyggen i mälarprovinserna. År 1921 köpte bolaget ytterligare 1300 aktier i AB Upplandshem. 1923 gick AB Värmlandshem upp i Västra Sveriges egnahems AB. Samma år gick AB Jämtlands läns egnahem i konkurs. 
Svensk Jordförmedling drabbades hårt av krisen kring Haga-affären. I början av 1920-talet hade Svensk Jordförmedling köpt egendomen Haga. Egendomen omfattade cirka 800 hektar varav 400 hektar åker, till ett pris av 540 000 kr. Åren 1920–1923 såldes 37 st egnahemsbostäder från egendomen. Kvar fanns huvudgården som inte lyckades bli såld. Huvudgården visade sig vara en bristande byggnad som inte levde upp till förväntningarna. Detta blev mycket kostsamt för Svensk Jordförmedling.  

#### Försäljningar under perioden 1920–1923
Trots de finansiella kriserna så lyckades både AB Svensk Jordförmedling och dess dotterbolag fortsätta att köpa och sälja vidare egnahemsbostäder. Antalet utlämnade lån och sålda egnahemsbostäder ökade varje år. Den sammanlagda effekten av egnahemsbildningen blev alltmer märkbar. Egnahem var inte längre ovanliga, bostäderna blev allt tydligare en del av den svenska identiteten.
Den totala försäljningen genom Svensk Jordförmedlings dotterbolag från år 1913–1923 redovisas i följande tabell:
| Bolagets namn                  | 1913–1919 | 1920 | 1921 | 1922 | 1923 | Totalt 1913–1923 |
| ------------------------------ | --------- | ---- | ---- | ---- | ---- | ---------------- |
| Mälareprovinsernas egnahems AB | 450       | 27   | 42   | 16   | 2    | 537              |
| AB Upplandshem                 | 391       | 56   | 167  | 102  | 83   | 799              |
| AB Fullersta                   | 182       | 63   | 0    | 0    | 0    | 245              |
| AB Jönköpings läns egnahem     | 11        | 0    | 0    | 0    | 0    | 11               |
| Värends egnahems AB            | 45        | 0    | 0    | 0    | 0    | 45               |
| Kalmar läns egnahems AB        | 32        | 2    | 1    | 0    | 1    | 36               |
| AB Egnahem på Gotland          | 10        | 0    | 1    | 0    | 0    | 11               |
| Västra Sveriges egnahems AB    | 93        | 9    | 1    | 0    | 14   | 117              |
| AB Värmlandshem                | 0         | 0    | 0    | 0    | 0    | 0                |
| Egendomen Sörby                | 14        | 0    | 0    | 0    | 0    | 14               |
| AB Medelpads egnahem           | 14        | 0    | 1    | 0    | 0    | 15               |
| AB Jämtlands läns egnahem      | 23        | 0    | 0    | 0    | 0    | 23               |
| Västerbottens läns egnahems AB | 37        | 0    | 3    | 0    | 0    | 40               |
| AB Svensk Jordförmedling       | 0         | 12   | 10   | 10   | 98   | 130              |
| Summa:                         | 1302      | 169  | 226  | 128  | 198  | 2023             |

### 1924–1938
Under åren 1924–1938 tappade egnahemsbolag betydelsen. Därav fortsatte ABSvensk Jordförmedling att koncentrera verksamheten för att undvika konkurs. AB Svensk Jordförmedling tog också över vissa egnahemsprojekt från dotterbolag som inte längre hade ekonomiska medel att slutföra projekten. Ett exempel på detta är att AB Svensk Jordförmedling tog över egendomen Åldersbäck från Kalmar läns egnahemsaktiebolag.  
AB Svensk jordförmedling hade under denna tid nära samarbete med dotterbolaget AB Upplandshem. AB Upplandshem hade vid år 1924 en stor bankskuld. AB Svensk Jordförmedling hjälpte dotterbolaget genom olika samarbeten med olika sparbanker. Åren 1922 och 1923 slöt Svensk Jordförmedling avtal med Postsparbanken och Livförsäkringsbolaget för att få en byggnadskredit till AB Upplandshem på 500 000 kr. AB Upplandshems bankskuld omsattes även till ett tjugoårigt amorteringslån hos tre försäkringsanstalter. Efter denna uppgörelse valde Svensk Jordförmedling att avveckla alla sina aktier hos AB Upplandshem och år 1926 var bolagen helt oberoende av varandra.
År 1932 överlät Svensk jordförmedling all sin tomtförsäljning i Stockholm till AB Tomtcentralen. AB Tomtcentralen var ett dotterbolag till Svensk Jordförmedling som skapades enbart i syftet att sköta tomtförsäljning i Stockholm.

#### Styrelsen år 1924–1938
Under denna period var landshövdingen Mauritz Sahlin ordförande för AB Svensk Jordförmedling. Han kvarstod som ordförande tills sin död 1927. Han efterträddes då av Emil Kinander som hade tillhört bolagets styrelse sedan dess bildande år 1913. Emil Kinander gick bort år 1929 och efterträddes av generaldirektören Gunnar Huss. Under samma år inträdde även advokaten Emil Enriques i styrelsen. Som suppleanter i styrelsen valdes E. Albertsson och A. Casenberg. 

#### Styckningar och försäljningar
Under år 1924 slut Svensk Jordförmedling flera avtal gällande styckning och försäljning av egendomarna Virå, Helgerum, Ramdala, Onsicke och skånegodset Snogeholm. Den sammanlagda försäljningssumman för dessa egendomar blev ca 4 725 000 kr. Ungefär hälften av denna summa kom från de båda miljonaffärerna Virå och Snogeholm.
År 1925 slöts avtal rörande det stora godskomplexet Näsby vid Djursholm. Egendomen hade en total area på 1 138 hektar, varan 377 hektar åker. Detta styckades till jordbruk, trädgårdsbruk och tomtområden, bland dessa senare Ella Park och Ensta Park. Samma år slöts även avtal om delar av egendomen Österby väster om Uppsala, fideikommisset Tynnelsö och egendomen Närlunda i Södermanland, Håberg, Vänersnäs och Tunarp i Västergötland, Rosenborg med Kårud och Säter på Värmlandsnäs samt arrendegård och torp under Hammarby och Riddarhyttans bruk i Bergslagen. Alla dessa försäljningar representerade en summa av 6 000 000 kr.

#### Statistik från år 1938[39]
| Namn               | Syssla          | Anställningsår |
| ------------------ | --------------- | -------------- |
| Gunnar Huss        | Ordförande      | 1913           |
| Arthur Heiding     | Styrelsen       | 1929           |
| Paul Bergholm      | Vice Ordförande | 1927           |
| Emil Henriques     | Jurist          | 1929           |
| Adrian Molin       | Styrelsen       | 1913           |
| Thure Karlström    | Kamrer          | 1931           |
| Hjördis Söderström | Kassörska       | 1925           |
| Signe Tofte        | Bokförerska     | 1927           |
| Hilmar Naess       | Siffergranskare | 1935           |
| Tore Flodin        | Ombudsman       | 1928           |
| Ruth Forsell       | Kontorist       | 1920           |
| Nanna Hogstedt     | Kontorist       | 1926           |
| Iris Gröndahl      | Kontorist       | 1918           |
| Wilhelm Öjarson    | Pressombud      | 1936           |
| Axel Borud         | Förvaltare      | 1924           |
| Gottfrid Dahlin    | Förvaltare      | 1923           |
| Arvid Heiding      | Konsulent       | 1918           |
| Bror Larsson       | Försäljare      | 1927           |
| Emil Johansson     | Vaktmästare     | 1924           |

| Bolag                         | Aktiekapital | Fonder       | Styrelse                                                                                                 |
| ----------------------------- | ------------ | ------------ | --- |
| AB Svensk Jordförmedling      | 750 000 kr   | 300 000 kr   | Gunnar Huss Arthur Heiding Paul Bergholm Emil Henriques Adrian Molin                                     |
| Västra Sveriges Egnahems AB   | 150 000 kr   | -            | Thore Almströmer Arthur Casenberg Folke Ankarcrona Bertil Ekberg och Adrian Molin                        |
| Sydöstra Sveriges Egnahems AB | 30 600 kr    | 3 060 kr     | Gösta Hermelin Robert Johansson Eskil Albertsson Vilhelm Lothigius, Salomon Gustafson Wolter Stackelberg |
| Hösterums Aktiebolag          | 201 000 kr   | 4 729, 80 kr | Gösta Hermelin Gustav A:son Ahrén Adrian Molin                                                           |

| Namn              | Syssla             | Anställningsår |
| ----------------- | ------------------ | -------------- |
| Paul Bergholm     | Styrelsen          | 1932           |
| Axel Bengtsson    | Direktör           | 1932           |
| Adrian Molin      | Styrelsen          | 1913           |
| Victor Billengren | Försäljningschef   | 1923           |
| Märta Jacobson    | Kontorist          | 1933           |
| Margrit Rådberg   | Kontorist          | 1937           |
| Maj Brynielsson   | Kontorist          | 1933           |
| Maud Hummelgren   | Kontorist          | 1931           |
| Gustaf Lindquist  | Försäljare         | 1935           |
| Åke Lindfors      | Försäljare         | 1935           |
| Gustaf Lindén     | Försäljare         | 1935           |
| Nils Jonsgård     | Försäljare         | 1938           |
| Adrian Olsson     | Ombud i Tureberg   | 1918           |
| Edvin Bergqvist   | Ombud i Jakobsberg | 1929           |
| Ellert Johansson  | Vaktmästare        | 1934           |

| Bolag                               | Aktiekapital | Fonder       | Styrelse                                  |
| ----------------------------------- | ------------ | ------------ | ----------------------------------------- |
| AB Tomtcentralen                    | 130 000 kr   | 38 000 kr    | Paul Bergholm Axel Bengtsson Adrian Molin |
| Turebergs fastigheters AB           | 250 000 kr   | 26 015,61 kr | Paul Bergholm Axel Bengtsson Adrian Molin |
| AB Edsvikens vatten och avloppsverk | 100 000 kr   | 30 000 kr    | Paul Bergholm Axel Bengtsson Adrian Molin |
| AB Aspenäs Villastad                | 100 000 kr   | 1 000 kr     | Karl Westin Axel Bengtsson Ragnar Flygt   |
| AB Lerums vatten och avloppsverk    | 50 000 kr    | -            | Karl Westin Axel Bengtsson Ragnar Flygt   |

### Avveckling 1938
Bolaget avvecklas 1938.

## Kritik mot Svensk Jordförmedling

### Axamo-affären
I maj 1916 kom det uppgifter från Jönköpings landshövding Fredrik Pettersson om två högt uppsatta personer i Svensk jordförmedling; Adrian Molin och Gösta Tamm. De två skulle ha genomfört en egendomsaffär utanför Jönköping där de låtsades använda AB Svensk Jordförmedling trots att all vinst togs ut privat. Skandalen fick namnet Axmo-affären på grund av den inköpta egendomens namn. Enligt det som publicerades i tidningarna hade affären gått till på följande sätt: Adrian Molin och Gösta Tamm hade inköpt egendomen Axamo, några mil utanför Jönköping, i syftet att stycka den till egnahemsbyggen. Affären gick till på samma sätt som vanligt, men hela egendomen hade sålts vidare nästan direkt utan att styckas. Försäljningen gjordes också med en stor vinst. Pettersson hade inspekterat affären och kom fram till att Molin och Tamm hade gjort affären privat och därmed tagit all vinst privat. En annan källa hade även avslöjat att vinstsumman uppgick i 100 000 kronor.

### Ivar Lo-JohanssonsAnalfabeten
Ivar Lo-Johanssons berättelse Analfabeten ger en bild av hur egnahemsverksamheterna uppfattades av de som bosatte sig i egnahem. Boken baseras på Lo-Johanssons barndom i ett egnahem i Ösmo. Egnahemssamhället i Ösmo byggdes av AB Hem på landet, men i boken så har namnet på bolaget ändrats. Bolaget skildras framförallt via dess representanter som dök upp i egnahemmen i tid och otid för att inspektera egnahemsfamiljerna och deras egnahem. I boken framgår tydligt att inspektörerna tillhörde en annan klass. De hade ett annat sätt att klä sig, tala och uppträda. Bolagets inspektörer framstår som skrämmande och tycktes "orörligt genomskåda allt". De beskrivs även ha en mycket kylig och nedlåtande ton mot familjerna. Egnahemsfamiljerna är i boken mycket medvetna om egnahemsbolagets maktställning och bolagets möjligheter att försämra deras tillvaro. Den liberala grundidéen i egnahemsrörelsen var att skapa en självständig arbetare, vilket verkar ha fått genomslag bland egnahemsborna i boken då familjerna vill sköta sitt och odla sin egen jord oberoende av egnahemsbolagen.

### Lort-Sverige
Ludvig “Lubbe” Nordström skrev boken Lort-Sverige år 1938. I boken kritiserar han bland annat egnahemsrörelsen och AB Svensk Jordförmedling.
"År 1930 var nog inget namn så hatat som namnet “Svensk Jordförmedling”
Många privatpersoner hade satsat allt de ägde på egnahemsbyggen och en ny bostad. När de inte hade kunnat infria kontraktsbestämmelserna så värktes många av Svensk Jordförmedling. Ett annat exempel som Norström tar upp i sin bok är vad han fick höra när han besökte Roslagen. Företagen Forsmarks bruk ägde en ö som överläts till Svensk Jordförmedling för styckning och försäljning. Bolaget hade då tvingat torpare att köpa sina torp för onödigt höga priser. Om de vägrade så hotades de med att bostäderna på ön skulle säljas till andra.
"Det betecknade nöd, sorg, förtvivlan, orsakade av affärsmetoder i svensk jord, som direkt svarade mot hus- och tomtspekulationen i städerna"